# Grumman EA-6B Prowler
El Northrop Grumman (anteriorment Grumman) EA-6B Prowler és un avió de guerra electrònica bimotor, de quatre seients i d'ala mitjana, derivat de l'A-6 Intruder. L'EA-6A va ser la versió inicial de guerra electrònica de l'A-6 utilitzada pel Cos de Marines dels Estats Units i la Marina dels Estats Units. El desenvolupament de l'EA-6B més avançat va començar el 1966. Una tripulació de l'EA-6B constava d'un pilot i tres oficials de contramesures electròniques, encara que no era estrany que només s'utilitzaren dos ECMO en missions. Era capaç de portar i disparar míssils antiradiació (ARM), com l'AGM-88 HARM.
El Prowler va estar en servei a les Forces Armades dels Estats Units des del 1971 fins al 2019. Ha realitzat nombroses missions per bloquejar els sistemes de radar enemics i per recopilar informació de ràdio sobre aquests i altres sistemes de defensa aèria enemics. Des de la retirada l'any 1998 de l'avió de guerra electrònica EF-111 Raven de les Forces Aèries dels Estats Units, l'EA-6B va ser l'únic avió de guerra electrònic dedicat disponible per a missions de la Marina dels Estats Units, el Cos de Marines dels Estats Units i la Força Aèria dels EUA fins al campament de l'EA-18G Growler de la Marina el 2009. Després del seu darrer desplegament a finals de 2014, l'EA-6B es va retirar del servei de la Marina dels Estats Units el juny de 2015, seguit de l'USMC el març de 2019.